# 1910年香港
|        | 香港歷史 \| 香港歷史年表                                                                                                   |
| 世紀： | 19世紀香港 \| 20世紀香港 \| 21世紀香港                                                                                     |
| 年代： | 1880年代香港 \| 1890年代香港 \| 1900年代香港 \| 1910年代香港 \| 1920年代香港 \| 1930年代香港 \| 1940年代香港               |
| 年份： | 1906年香港 \| 1907年香港 \| 1908年香港 \| 1909年香港 \| 1910年香港 \| 1911年香港 \| 1912年香港 \| 1913年香港 \| 1914年香港 |
| 紀年： | 庚戌年（狗年）、香港開埠69周年                                                                                             |

## 大事記
- 1月29日：
  - 黃興自日本抵港，加強同盟會南方支部的領導。
  - 黃興及胡漢民在港籌劃廣州起義。
- 2月2日，譚人鳳應黃興呼召到港。
- 2月中，黃一歐應黃興之召抵港。
- 3月16日，香港大學舉行奠基禮，由港督盧吉主持。[1]
- 3月：
  - 全港煙館全部關閉。
  - 劉思復等在港組織支那暗殺團。
- 4月21日，盧吉休假離港，由輔政司梅含理署理港督。
- 7月19日，孫中山母親楊太夫人在九龍逝世。
- 8月：
  - 鄭觀應擬謀電報港局總辦一職，以圖長居香港，未果。
  - 伍廷芳致函聖公會會督，捐款5,000港元，擴建母校聖保羅書院。[2]
- 9月，康有為由新加坡返港。
- 10月1日，九廣鐵路建成通車，全長182公里，香港英政府承修深圳至九龍段，計36公里[3]:204。
- 11月1日，盧吉結束公事返港，復任港督。
- 11月4日，名西醫關心焉發起「剪去華人辮子但不穿西裝」。
- 本年：
  - 美國總統他夫訪問香港，並在青年會發表演說。[2]
  - 香港華商大行多家倒閉。
  - 香港大旱。
  - 當局在新界分設南、北兩約理民府。
  - 鄧蔭南於屯門建青山紅樓。
  - 何啟爵士籌建中華游樂會。
  - 郵政大廈建成開幕。
  - 九龍水塘建成啟用，為九龍首個水庫，此前當地居民需打井獲取食水。
  - 西灣河興建屠房。
  - 九龍城、火藥洲及青衣島三碼頭建成。
  - 金銀業行成立。
  - 華僑女子學校創立，1914年結束。
  - 政府財政收入為696萬，支出690萬。[2]
  - 總人口為429,315人，外國人佔20,806名。[2]

## 出生人物
- 8月15日：黃克立，已故商人，來港前曾出任國民政府多項官職，包括在二二八事件期間出任臺中市市長；其兩個兒子分別為已故香港政界人物黃宜弘，以及華裔美國醫學家黃宜丕。